# Rhinogradentia steineri
Rhinogradentia steineri är en fjärilsart som beskrevs av Hans Georg Amsel 1970. Rhinogradentia steineri är ensam i släktet Rhinogradentia som ingår i familjen mott. Inga underarter finns listade i Catalogue of Life.